# Bitynia

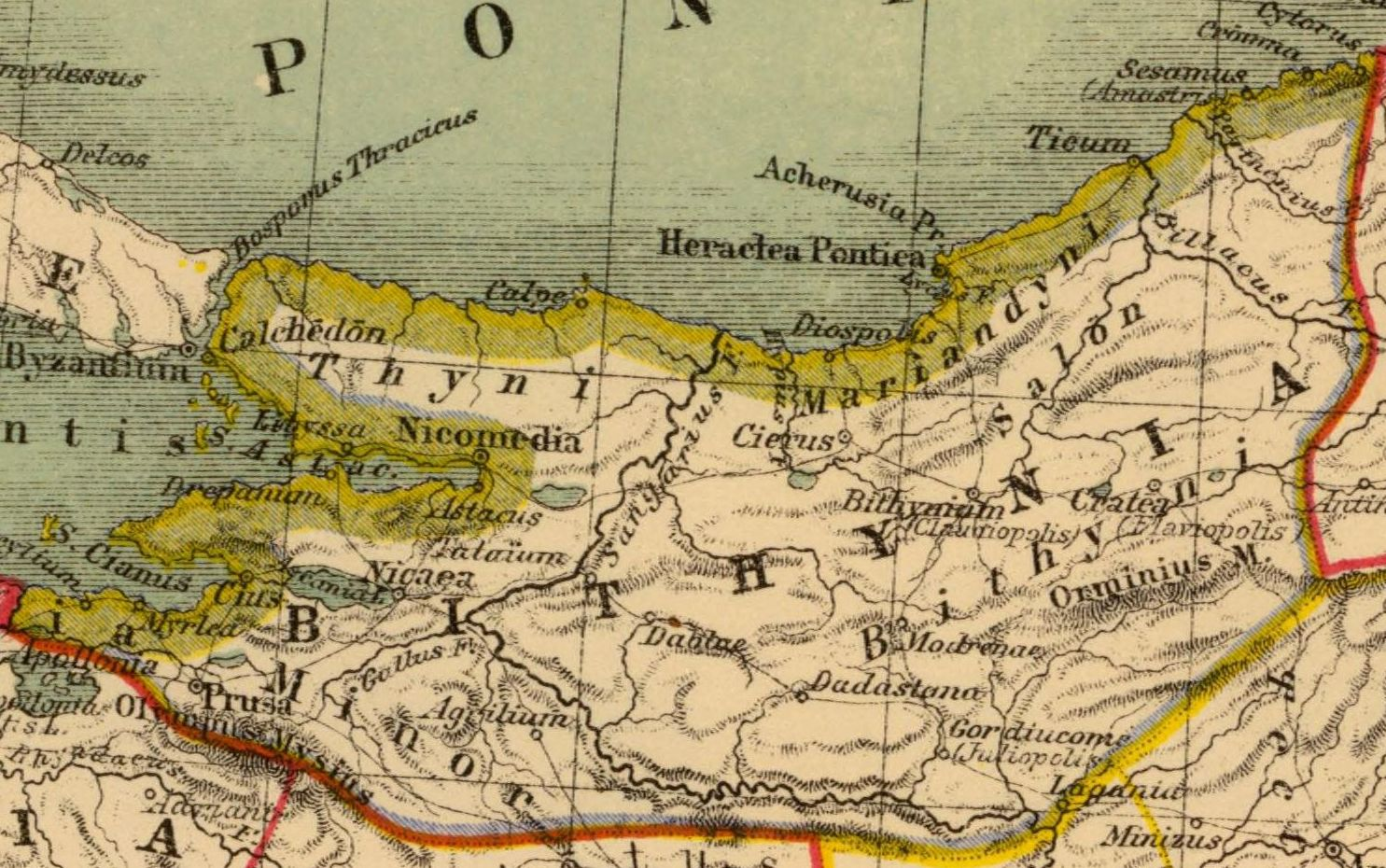
Rzymska Bitynia (kon. II w. n.e.) w atlasie Kieperta

Bitynia (gr. Βιθυνία) − kraina historyczna, górzysta lecz urodzajna, znajdująca się w Azji Mniejszej nad Morzem Czarnym, na obszarze dzisiejszej Turcji. 
Głównym miastem (stolicą) była pierwotnie Nikomedia, a następnie Nicea (Nikaia, obecnie İznik).

## W historii
Od VII wieku p.n.e. zamieszkiwana przez Traków. Podbita przez Lidię około roku 550 p.n.e., przyłączona do Persji w 334 p.n.e. Od II do I wieku p.n.e. uzależniana od Rzymu − przekształcona w prowincję rzymską. W XI wieku podbita przez Turków seldżuckich i włączona do ich państwa w Azji Mniejszej, nazywanego Sułtanatem Rumu. 
Bitynia leżała na trasie przemarszu I wyprawy krzyżowej po opuszczeniu przez nią Konstantynopola. Oblężenie Nicei przez krzyżowców w 1097 przywróciło tam na pewien czas władzę cesarza bizantyńskiego.

## W źródłach
Głównym źródłem wiadomości o rzymskiej Bitynii są listy Pliniusza Młodszego do cesarza Trajana.
Według Dziejów Apostolskich Paweł z Tarsu i Tymoteusz „próbowali przejść do Bitynii, ale Duch Jezusa nie pozwolił im”. Bitynia nie została jednak pominięta w działalności misyjnej wczesnych chrześcijan, gdyż w 1 Liście Piotra wymieniona jest wśród adresatów.